# Dactylaena glazioviana
Dactylaena glazioviana là một loài thực vật có hoa trong họ Màng màng. Loài này được Taub. mô tả khoa học đầu tiên năm 1892.